# Silicona

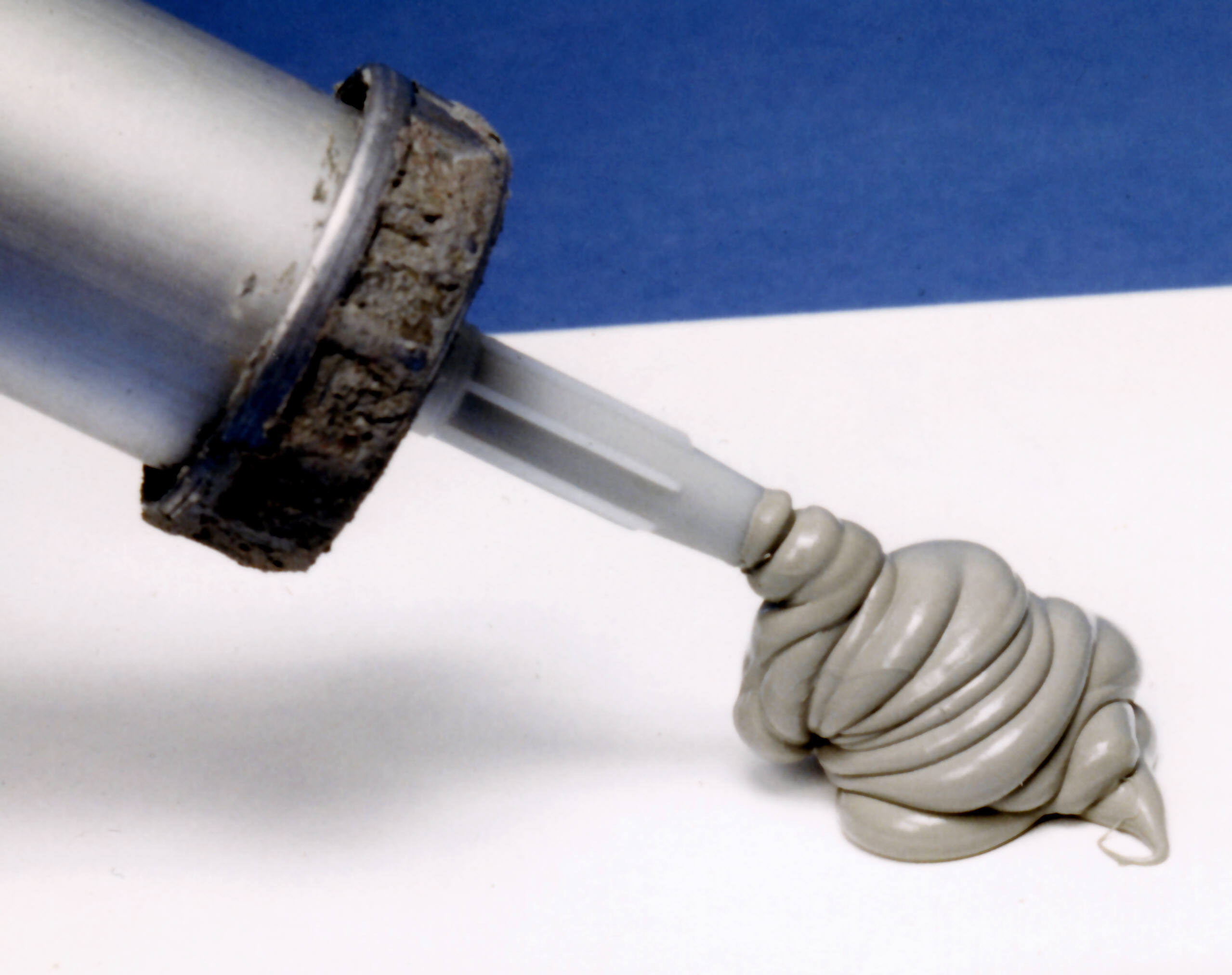
L'ús de massilla de silicona com a segellador contra la penetració d'aigua i aire és habitual a la construcció.

La silicona, en l'organosilici i la química dels polímers, és un polímer compost per unitats repetides de siloxà (−O−R2Si−O−SiR2−, on R = grup orgànic). Normalment són olis incolors o substàncies semblants al cautxú. Les silicones s'utilitzen en segelladors, adhesius, lubricants, medicaments, estris de cuina, aïllaments tèrmics i aïllaments elèctrics. Algunes formes habituals inclouen oli de silicona, greix, cautxú, resina i calafats. La silicona és inerta i estable a altes temperatures, el que la fa útil a gran varietat d'aplicacions industrials, com lubricants, adhesius, impermeabilitzants, i en aplicacions mèdiques, com pròtesis valvulars cardíaques i implants de mames.
La silicona sovint es confon amb un dels seus elements constitutius, el silici, però són substàncies diferents. El silici és un element químic, un metaloide semiconductor dur gris fosc, que en la seva forma cristal·lina s'utilitza per fer circuits integrats ("xips electrònics") i cèl·lules solars. Les silicones són compostos que contenen silici, carboni, hidrogen, oxigen i potser també altres tipus d'àtoms, i tenen moltes propietats físiques i químiques molt diferents.

## Història

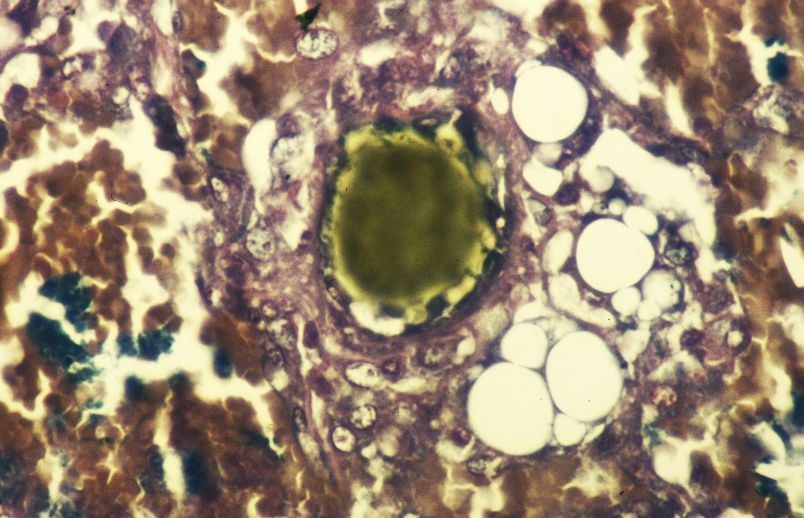
Microembòlia pulmonar per silicona líquida. Microscopi òptic. 400X. Tinció: Post-fixació perllongada en osmi.

Frédéric Stanley Kipping va encunyar la paraula silicona el 1901 per descriure la fórmula del polidifenilsiloxà,Ph2SiO (Ph = fenil ,C6H5 ), per analogia amb la fórmula de la cetona benzofenona ,Ph2CO (el seu terme era originalment silicocetona). Kipping era molt conscient que el polidifenilsiloxà és polimèric mentre que la benzofenona és monomèrica i va assenyalar les propietats contrastades dePh2SiO iPh2CO. El descobriment de les diferències estructurals entre les molècules de Kipping i les cetones significa que la silicona ja no és el terme correcte (tot i que continua sent d'ús comú) i que el terme siloxà seria preferible segons la nomenclatura de la química moderna.
James Franklin Hyde (nascut l'11 de març de 1903) va ser un químic i inventor nord-americà. Se l'ha anomenat el "Pare de les silicones" i se li atribueix el llançament de la indústria de la silicona als anys trenta. Les seves contribucions més destacades inclouen la seva creació de silicona a partir de compostos de silici i el seu mètode de fabricació de quars fos, un vidre d'alta qualitat que més tard s'utilitzarà en aeronàutica, telecomunicacions avançades i xips d'ordinador. El seu treball va portar a la formació de Dow Corning, una aliança entre la Dow Chemical Company i Corning Glass Works que es va crear específicament per produir productes de silicona.
Aquest material no va començar a ser rellevant fins que Staudinger, premi Nobel el 1953, va aconseguir les primeres  polimeritzacions. Finalment,  Rochow and Müller el 1945 van desenvolupar un mètode força ràpid per a preparar monòmers de silicona.

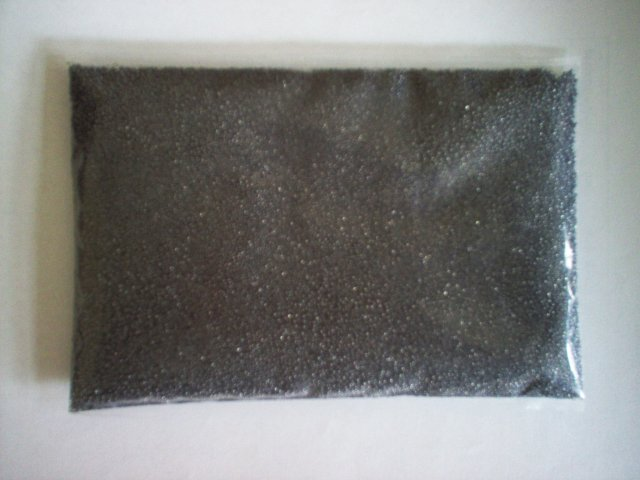
Silicona granular.

## Propietats físiques
- Gran elasticitat: això es deu al fet que l'enllaç Si-O-Si és molt flexible.
- Excel·lent resistència a la temperatura (de -80 °C a + 250 °C)
- Escassa absorció de la humitat
- Estabilitat dimensional
- Antiadherència
- Termoestable

## Característiques
- Alta resistència a temperatures extremes.
- Mecànicament estable en un ampli espectre de temperatures.
- Excel·lent antiadherència.
- Apta per a forn, microones i rentavaixelles, i congelador.
- Resistent a l'aigua calenta, detergents i altres substàncies agressives.
- Inodora i insípida (depenent de la formulació).
- Hipoalergènica.
- Higiènica: no afavoreix el creixement de fongs o bacteris.
- Fàcil de netejar.
- No es fon.
- No s'oxida.
- No tòxica.
- Resistència als rajos ultraviolats, a l'ozó i als químics.
- Durabilitat enfront dels cicles de temperatura.

## Síntesi de silicones
La reacció fonamental que segueix tota formació d'un polímer de silicona és:
La força directiu d'aquesta hidròlisi correspont a l'enllaç Si-O d'elevada energia:
E(Si-Cl)=381 kJ/mol
E(Si-O)=452 kJ/mol
Depenent del tipus d'organometàl·lic, podrem obtenir més o menys llargada de polímer i també diferents ramificacions. Per tant, podem tenir diferents reactius:

## Síntesi industrial
A la indústria s'utilitzen processos directes, com l'anomenat Rochow-Müller, per la producció de metilclorosilans (els reactius de la síntesi dels polímers de silicona):
MeCl + Si/Cu → MenSiCl4-n
On es treballa a temperatures de 300 °C i amb una proporció de 9:1 del catalitzador Si/Cu.
El catalitzador augmenta la velocitat de la reacció degut a la polarització negativa del silici degut a la seva unió amb el Cu. Això provoca un augment considerable d'atac electrofílic al Si.
La producció de silicones a escala industrial també empra la hidròlisi de l'organoclorosilà, i per tant, empren tractaments tèrmics en presència de quantitats catalítiques de H₂SO₄, sovint després d'haver addicionat alguns agents d'encreuament.
L'àcid catalític provoca que la reacció vagi cap a la formació d'uns certs productes, i l'agent d'encreuament s'addiciona al polímer en alguns espais d'aquest. Aquest fet és el que dona una gran varietat de propietats a les silicones.

## Seguretat i medi ambient
Els compostos de silicona són omnipresents al medi ambient. Els compostos de silicona particulars, els siloxans cíclics D 4 i D 5, són contaminants de l'aire i l'aigua i tenen efectes negatius sobre la salut dels animals. S'utilitzen en diversos productes de cura personal. L'Agència Europea de Substàncies Químiques va trobar que "D 4 és una substància persistent, bioacumulable i tòxica (PBT) i D 5 és una substància molt persistent i molt bioacumulable (vPvB)". Altres silicones es biodegraden fàcilment, un procés que és accelerat per una varietat de catalitzadors, incloses les argiles. Els silanediols i silanetriols resultants són capaços d'inhibir enzims hidrolítics com la termolisina, l'acetilcolinesterasa. No obstant això, les dosis necessàries per a la inhibició són en ordres de magnitud superiors a les resultants de l'exposició acumulada a productes de consum que contenen ciclometicona.
Al voltant dels 200 graus centígrads, en una atmosfera que conté oxigen, el polidimetilsiloxà allibera traces de formaldehid, però quantitats menors que altres materials comuns com el polietilè. A aquesta temperatura, es va trobar que les silicones generaven menys formaldehid que l'oli mineral i els plàstics —menys de 3 a 48 μg CH 2 O/(g·hr) per a un cautxú de silicona d'alta consistència, enfront d'uns 400 μg CH 2 O/(g·hr) per a plàstics i oli mineral). Als 250 graus centígrads, s'ha trobat que totes les silicones produeixen grans quantitats de formaldehid (entre 1.200 i 4.600 μg CH 2 O/(g·hr).
Algunes persones desenvolupen al·lèrgies a la silicona o sensibilitat extrema especialment després d'una exposició prolongada a certs tipus de productes de silicona com ara cosmètics, equips mèdics, incloses màscares CPAP i dispositius mèdics implantats.

## Substàncies similars
Els compostos que contenen dobles enllaços silici-oxigen, ara anomenats silanones, però que podrien merèixer el nom de "silicona", s'han identificat durant molt de temps com a intermediaris en processos en fase gasosa com la deposició química de vapor en la producció de microelectrònica i en la formació de ceràmica per combustió. No obstant això, tenen una forta tendència a polimeritzar en siloxans. La primera silanona estable va ser obtinguda el 2014 per A. Filippou i altres.